# American Odyssey
American Odyssey (conosciuta nel Regno Unito con il titolo Odyssey) è una serie televisiva statunitense andata in onda sulla NBC nel 2015. 
La serie è stata creata da Peter Horton, Adam Armus e Kay Foster, come una versione moderna dell'Odissea di Omero.
A giugno 2015 la serie è stata cancellata dopo una stagione prodotta. In Italia è stata trasmessa da Premium Action. In chiaro, va in onda dal 16 giugno 2017 su TOP Crime.

## Trama
Nel corso di un'operazione antiterroristica in Mali viene ucciso un esponente di spicco di Al Qaeda. Il sergente Odelle Ballard scopre nel computer del jihadista dei file che riconducono a dei finanziatori occidentali. La Ballard sarà l'unica sopravvissuta della sua squadra, attaccata da un reparto di mercenari americani prima che le scottanti rivelazioni siano divulgate. Ma i file verranno scovati dall'hacker Bob Offer che coinvolgerà l'attivista politico Harrison Walters in una corsa contro il tempo per impedire una cospirazione internazionale che coinvolge i più alti vertici militari.

## Personaggi e interpreti

### Principali
- Odelle Ballard, interpretata da Anna Friel
- Peter Decker, interpretato da Peter Facinelli
- Harrison Walters, interpretato da Jake Robinson
- Ron Ballard, interpretato da Jim True-Frost
- Suzanne Ballard, interpretata da Sadie Sink
- Aslam, interpretato da Omar Ghazaoui
- Bob Offer, interpretato da Nate Mooney
- Maya Decker, interpretata da Elena Kampouris
- Ruby Simms, interpretata da Daniella Pineda
- Frank Majors, interpretato da Adewale Akinnuoye-Agbaje
- Stephen Glen, interpretato da Treat Williams

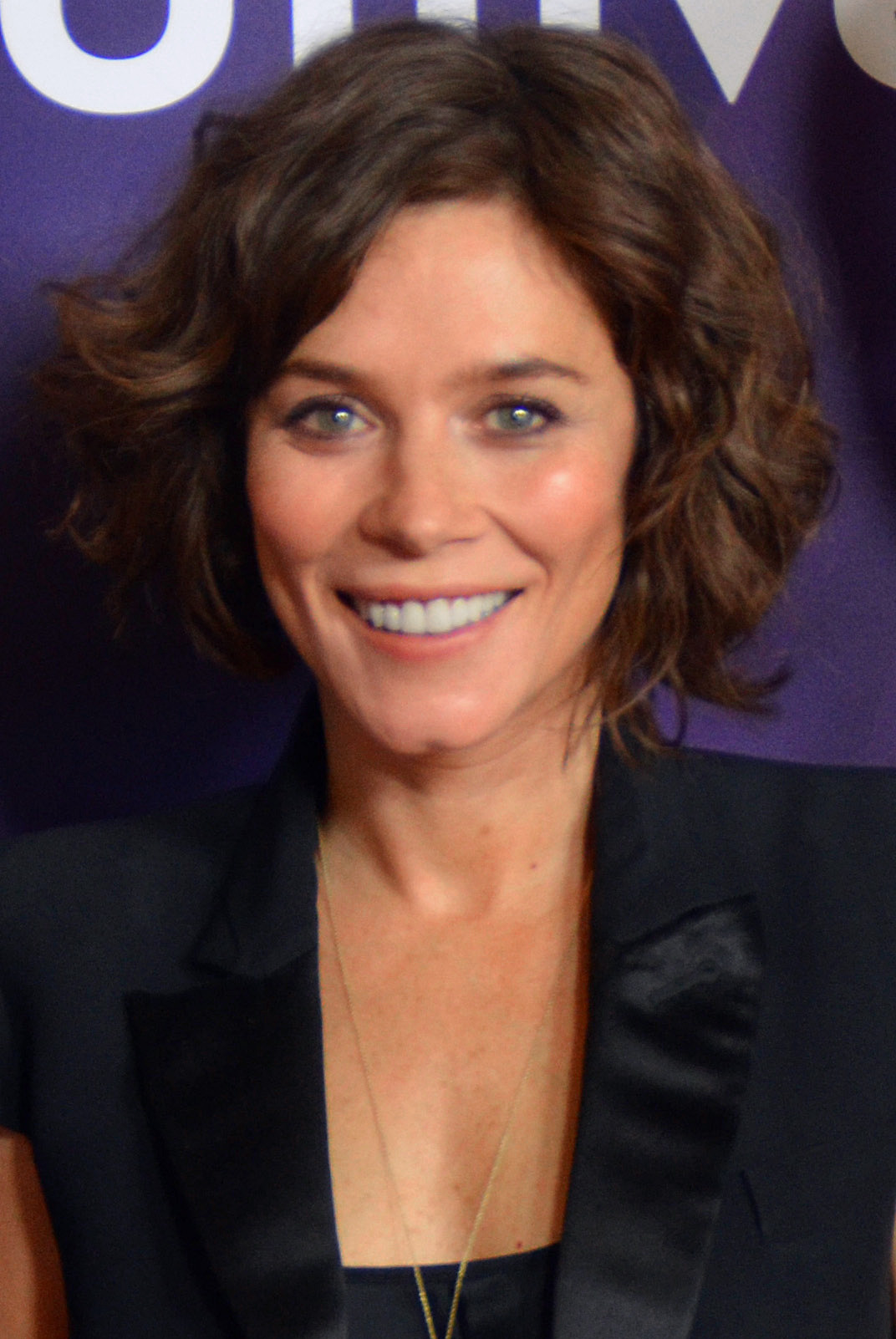
Anna Friel
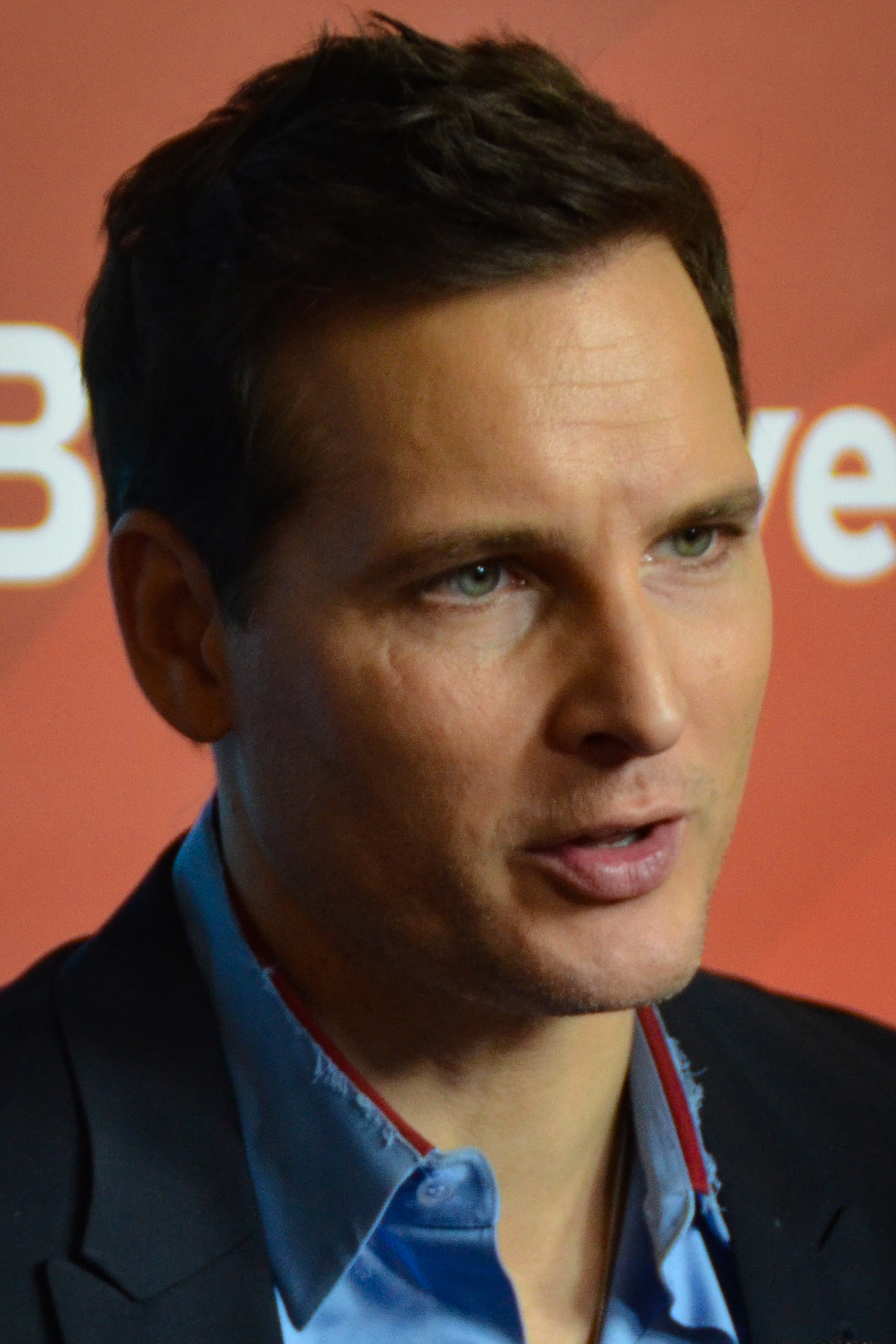
Peter Facinelli
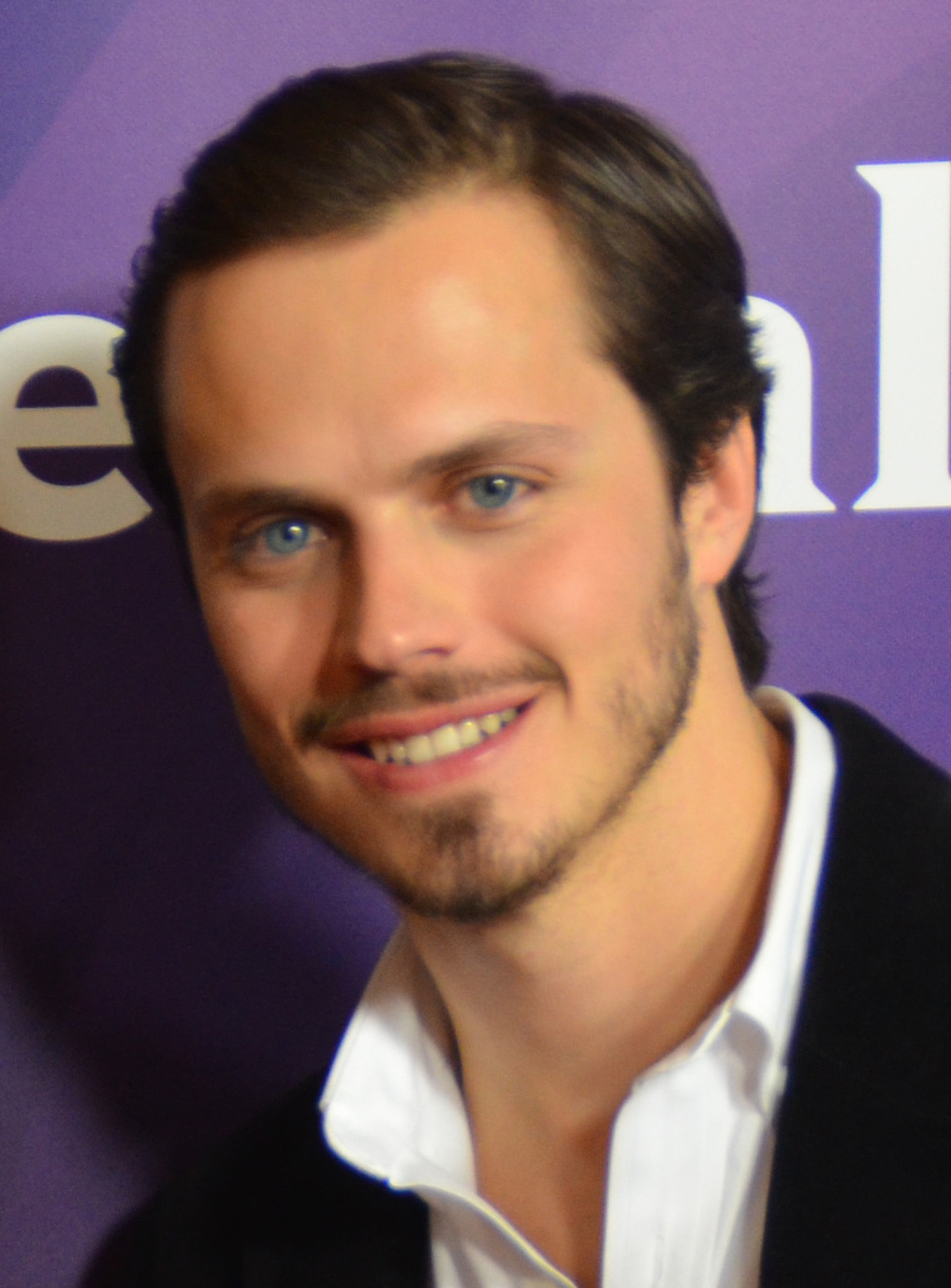
Jake Robinson
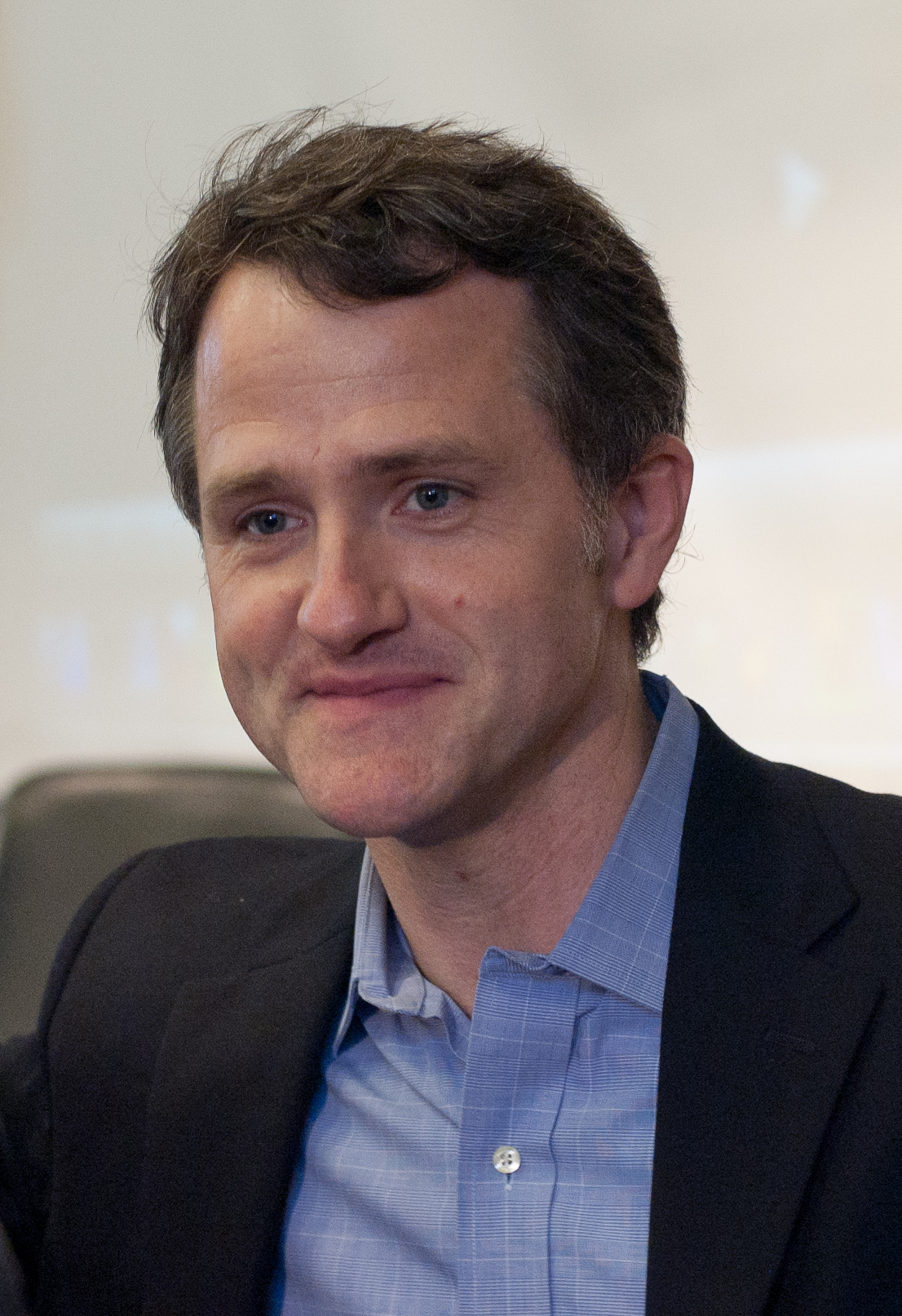
Jim True-Frost
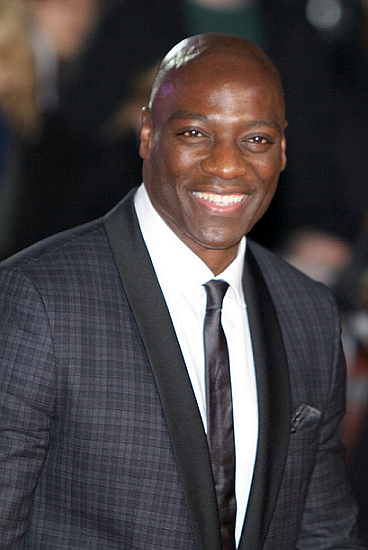
Adewale Akinnuoye-Agbaje
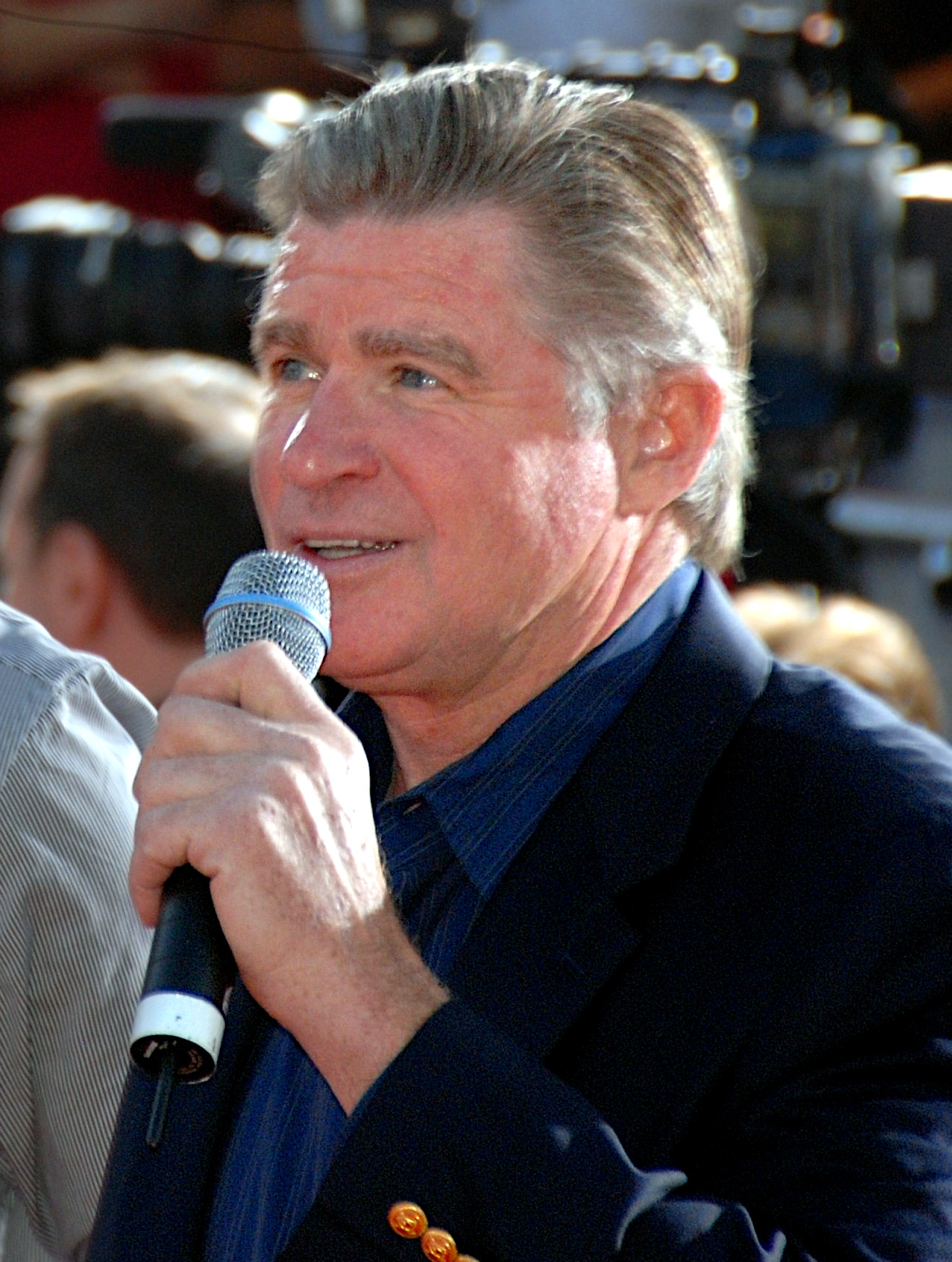
Treat Williams

### Secondari
- Sarah Decker, interpretata da Sarah Wynter
- Alex Baker, interpretato da Jay O. Sanders
- Luc Girard, interpretato da Grégory Fitoussi
- Sophia Tsaldari, interpretata da Orla Brady
- Joe Abrams, interpretato da Darren Goldstein

## Episodi
| Stagione       | Episodi | Prima TV originale | Prima TV Italia |
| -------------- | ------- | ------------------ | --------------- |
| Prima stagione | 13      | 2015               | 2015-2016       |

## Produzione
La NBC ha commissionato la serie a maggio 2014 con il titolo Odyssey, ma tre settimane prima del debutto il network ha deciso di cambiare il titolo in American Odyssey. Alcuni hanno considerato il cambio di titolo come un tentativo da parte della NBC di cavalcare il successo al botteghino del film American Sniper e della serie ABC American Crime. Secondo TV Insider, il cambio di titolo avrebbe offerto la possibilità di commercializzare meglio la serie ad un pubblico medio-americano.
L'episodio pilota, diretto da Peter Horton, è stato girato a New York e in Marocco.